# Muhsin Rizvić
Muhsin Rizvić (14. dubna 1930 Mostar, Království Jugoslávie – 9. června 1994 Sarajevo, Republika Bosna a Hercegovina) byl bosenskohercegovský pedagog a literární historik a kritik bosňáckého původu.

## Život

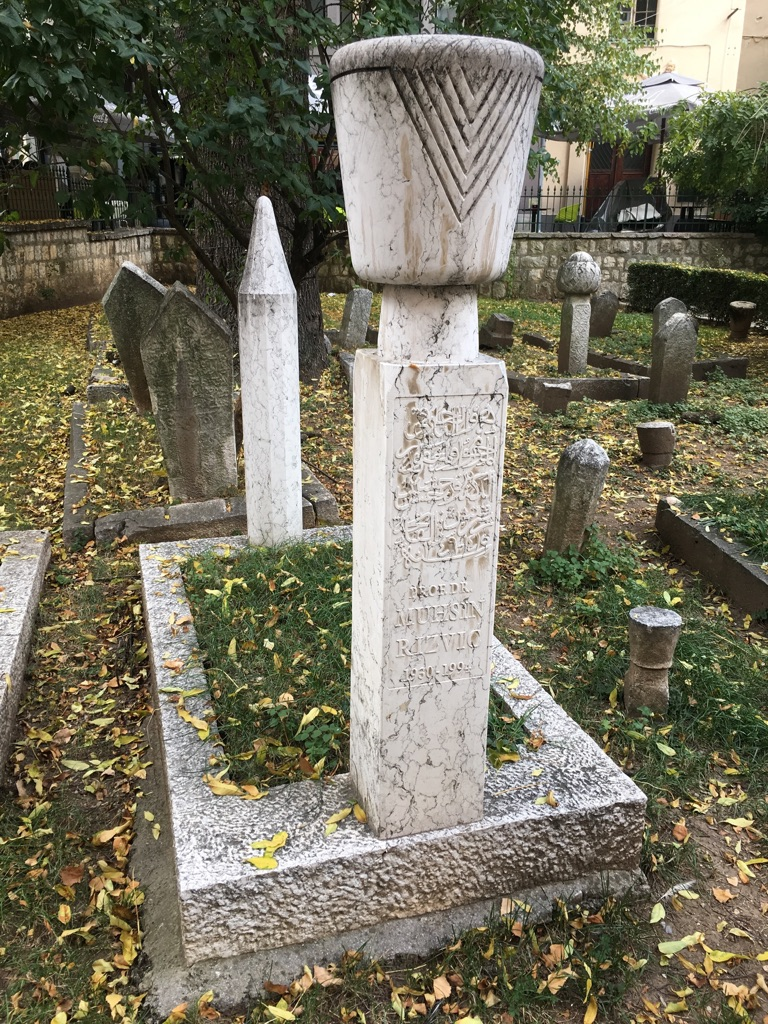
Hrob Muhsina Rizviće ve dvoře mešity Ferhadija v Sarajevu

Jeho otec Husein (6. července 1882 v obci Podhum – 20. února 1952 v Sarajevu) studoval v Kuršumli medrese a Daru-lmualliminu v Sarajevu a poté vyučoval v různých islámských školách, mj. v Goražde, Mostaru a Sarajevu. Společně s manželkou přivedli na svět syny Muhsina a Ismeta (1933–1992), profesí malíře, a dceru Muniru.
Základní školu a gymnázium dokončil v Sarajevu. V mladém věku se zapojil do činnosti islámského hnutí Mladi muslimani (Mladí muslimové), které bylo tvrdě potlačeno v začátku komunistické vlády v Jugoslávii. Za účast v této organizaci byl roku 1949 společně s dalšími souvěrci zadržen bezpečnostními orgány. Ve vazbě onemocněl tuberkulózou a několik let poté strávil v sanatoriu Golnik ve Slovinsku.
Roku 1960 absolvoval vysokoškolské studium jugoslávských literatur a srbochorvatského jazyka na Filozofické fakultě Univerzity v Sarajevu. Roku 1971 na téže fakultě obhájil dizertaci s názvem Književno stvaranje muslimanskih pisaca u Bosni i Hercegovini u doba austrougarske vladavine (Literární tvorba muslimských spisovatelů v Bosně a Hercegovině za rakousko-uherské vlády). Od té doby do své smrti působil na sarajevské filozofické fakultě.
Odborně se zabýval především literaturou bosenskohercegovských muslimů. Jeho práce významnou měrou přispěly k emancipaci muslimské literatury v srbochorvatském prostředí a položily kulturní základ národního sebeuvědomování muslimského národa (Bosňáků) v Jugoslávii. Společně Alijou Isakovićem výraznou měrou ovlivnil historické povědomí a vkus muslimských čtenářů od 70. do 90. let 20. století. Za své postoje a názory byl v 70. letech některými čelnými politickými představiteli režimu a novináři označován za muslimského nacionalistu.
V letech 1990–1993 byl předsedou významného bosňáckého kulturního spolku Preporod (Obrození), o jehož obnovení se významně zasadil.
Rizvić se oženil s lékařkou Behijou Akšamijou. Spolu přivedli na svět dceru Selmu, profesorku na Elektrotechnické fakultě v Sarajevu.

## Dílo

### Monografie a rozsáhlejší práce
- Iznad i ispod teksta: ogledi i kritike (Nad a pod textem: eseje a kritiky, Sarajevo 1969)
- Behar: književnoistorijska monografija (Behar: literárně historická monografie, Sarajevo 1971, 2000)
- Književno stvaranje muslimanskih pisaca u Bosni i Hercegovini u doba austrougarske vladavine (Literární tvorba muslimských spisovatelů v Bosně a Hercegovině za rakousko-uherské vlády, Sarajevo 1973), 2. vydání jako: Bosansko-muslimanska književnost u doba preporoda 1887.–1918. (Bosenskomuslimská literatura v době obrození 1887–1918, Sarajevo 1990)
- Interpretacija romantizma I (Interpretace romantismu I, Sarajevo 1976), učebnice
- Književni život Bosne i Hercegovine između dva rata (Literární život Bosny a Hercegoviny mezi dvěma světovými válkami, Sarajevo 1980, 3 sv.)
- Bosanskohercegovačke književne studije (Bosenskohercegovské literární studie, Sarajevo 1980)
- Interpretacija romantizma II (Interpretace romantismu II, Sarajevo 1984), učebnice
- Pregled književnosti naroda Bosne i Hercegovine (Přehled literatury národů Bosny a Hercegoviny, Sarajevo 1985)
- Tokovi i stvaraoci književne Bosne (Směry a tvůrci literární Bosny, Tuzla 1986)
- Kroz Gorski vijenac: interpretacija i tekstualno-komparativna studija o strukturi (Horský věnec: interpretace a textuálně komparativní studie o struktuře, Sarajevo 1989)
- Između Vuka i Gaja (Mezi Vukem a Gajem, Sarajevo 1989)
- Panorama bošnjačke književnosti (Panorama bosňácké literatury, Sarajevo 1994)
- Bosanski muslimani u Andrićevu svijetu (Bosenští muslimové v Andrićově světě, Sarajevo 1995, 1996)
- Bosna i Bošnjaci, jezik i pismo (Bosna a Bosňáci, jazyk a písmo, Sarajevo 1996, 1999)
- Književne studije (Literární studie, Sarajevo, 2005)